# Дмитрієвський (Курська область)
Дмитрієвський (рос. Дмитриевский) — селище в Щигровському районі Курської області Російської Федерації.
Населення становить 2 особи. Входить до складу муніципального утворення Кривцовська сільрада.

## Історія
Населений пункт розташований на території українського етнічного та культурного краю Східна Слобожанщина.
Від 2004 року входить до складу муніципального утворення Кривцовська сільрада.

## Населення
| 2002 | 2010 |
| ---- | ---- |
| 26   | ↘2   |